# April Margera
April "Ape" Margera (født April Cole, 28 marts 1956 i Glenn Mills, Pennsylvania) er en amerikansk medie personlighed. Hun er bedst kendt for sin gæst roller i MTV-serien Viva La Bam og Bam's Unholy Union. I de sidste arbejdede hun i programmerne CKY og Jackass. Hun er mor til Bam og Jess Margera. Hun er gift med Phil Margera.
Hun skrev også en kogebog kaldes April Cooks: There's An Alligator In My Kitchen. I dagligdagen er hun en frisør.